# Вінтон (Каліфорнія)
Вінтон (англ. Winton) — переписна місцевість (CDP) в США, в окрузі Мерсед штату Каліфорнія. Населення — 11 709 осіб (2020).

## Географія
Вінтон розташований за координатами 37°23′8″ пн. ш. 120°37′3″ зх. д. / 37.38556° пн. ш. 120.61750° зх. д. (37.385427, -120.617364).  За даними Бюро перепису населення США в 2010 році переписна місцевість мала площу 7,88 км², уся площа — суходіл.

## Демографія
Згідно з переписом 2010 року, у переписній місцевості мешкало 10 613 осіб у 2718 домогосподарствах у складі 2301 родини. Густота населення становила 1348 осіб/км².  Було 3056 помешкань (388/км²).
Расовий склад населення:
| - 53,7 % — білих - 6,6 % — азіатів - 1,6 % — чорних або афроамериканців - 1,3 % — корінних американців - 0,1 % — вихідців з тихоокеанських островів - 32,6 % — осіб інших рас |

До двох чи більше рас належало 4,1 %. Частка іспаномовних становила 71,3 % від усіх жителів.
За віковим діапазоном населення розподілялося таким чином: 37,1 % — особи молодші 18 років, 56,6 % — особи у віці 18—64 років, 6,3 % — особи у віці 65 років та старші. Медіана віку мешканця становила 25,6 року. На 100 осіб жіночої статі у переписній місцевості припадало 100,9 чоловіків;  на 100 жінок у віці від 18 років та старших — 99,7 чоловіків також старших 18 років.
Середній дохід на одне домашнє господарство  становив 49 350 доларів США (медіана — 41 118), а середній дохід на одну сім'ю — 50 486 доларів (медіана — 42 901). Медіана доходів становила 34 965 доларів для чоловіків та 28 711 долар для жінок. За межею бідності перебувало 24,4 % осіб, у тому числі 33,9 % дітей у віці до 18 років та 8,8 % осіб у віці 65 років та старших.
Цивільне працевлаштоване населення становило 4170 осіб. Основні галузі зайнятості: виробництво — 17,9 %, сільське господарство, лісництво, риболовля — 17,8 %, освіта, охорона здоров'я та соціальна допомога — 16,1 %.